# Oscar Westendorff
Oscar Badrig Westendorff ou simplesmente Oscar Westendorff (São Lourenço do Sul, 28 de janeiro de 1922 — 17 de outubro de 1996) foi um comerciante e político brasileiro.

## Trajetória política

### Vereador de São Lourenço do Sul
Foi vereador em São Lourenço do Sul, entre 1952 e 1955 pelo PSD.

### Prefeito de São Lourenço do Sul
Nas eleições municipais de 1959 foi eleito prefeito de São Lourenço do Sul, pela coligação PTB-PSP-PRP com 3.954 votos, vencendo Antonio Cury do PSD que fez 2.342 votos e Sylvio Julio Centeno da UDN que fez 870 votos.
O vice-prefeito eleito Darcy Baumgarten também da coligação PTB-PSP-PRP conseguiu 4.920 votos, mas era candidato único na ocasião.
Exerceu o cargo de 31 de dezembro de 1959 até 29 de agosto de 1962 e 15 de outubro de 1962 até 28 de janeiro de 1963, no período de 30 de agosto de 1962 até 14 de outubro de 1962, não consta registro se alguém assumiu o cargo, como poderia ser o caso de seu vice-prefeito Darcy Baumgarten ou se a prefeitura ficou sem efetivar alguém para prefeito, fato que pode ter ocorrido, devido esse curto espaço de tempo coincidir com o período eleitoral, onde Oscar Westendorff fez campanha para se eleger ao cargo de deputado estadual e consequentemente após esse breve evento, iria retornar ao cargo.

### Deputado estadual do Rio Grande do Sul por cinco legislaturas
Foi eleito, em 3 de outubro de 1962, deputado estadual, pelo PRP, com 4.808 votos, para a 41ª Legislatura da Assembleia Legislativa do Rio Grande do Sul, de 1963 a 1967.
Devido a dissolução do PRP proveniente da instauração do bipartidarismo com o AI-2 oriundo da ditadura militar migrou para ARENA e nas eleições estaduais do Rio Grande do Sul de 1966 foi reeleito com 13.835 votos para 42ª Legislatura da Assembleia Legislativa do Rio Grande do Sul.
Nas eleições estaduais do Rio Grande do Sul de 1970 foi reeleito pela ARENA para seu 3° mandato com 13.337 votos ocupando uma cadeira na 43ª Legislatura da Assembleia Legislativa do Rio Grande do Sul.
Nas eleições estaduais do Rio Grande do Sul de 1974 foi reeleito pela ARENA para seu 4° mandato com 15.145 votos ocupando uma cadeira na 44ª Legislatura da Assembleia Legislativa do Rio Grande do Sul.
Nas eleições estaduais do Rio Grande do Sul de 1978 foi reeleito pela ARENA para seu 5º e último mandato com 18.163 votos ocupando uma cadeira na 45ª Legislatura da Assembleia Legislativa do Rio Grande do Sul.

### Derrota nas eleições estaduais de 1982 e retirada da vida política
Concorreu novamente a uma cadeira na Assembleia Legislativa do Rio Grande do Sul para a 46ª Legislatura da Assembleia Legislativa do Rio Grande do Sul nas eleições estaduais do Rio Grande do Sul de 1982, com a extinção da ARENA foi para seu sucessor o PDS e conseguiu 13.977 votos sendo o 17º suplente de seu partido e com isso marcando a última eleição que concorreu.

### Desempenho eleitoral
| Ano  | Eleição                          | Cargo             | Partido | Votos        | Resultado |
| ---- | -------------------------------- | ----------------- | ------- | ------------ | --------- |
| 1952 | Municipal de São Lourenço do Sul | Vereador          | PSD     | votos?[a]    | Eleito    |
| 1959 | Municipal de São Lourenço do Sul | Prefeito          | PRP     | 3.954 votos  | Eleito    |
| 1962 | Estadual do Rio Grande do Sul    | Deputado estadual | PRP     | 4.808 votos  | Eleito    |
| 1966 | Estadual do Rio Grande do Sul    | Deputado estadual | ARENA   | 13.835 votos | Reeleito  |
| 1970 | Estadual do Rio Grande do Sul    | Deputado estadual | ARENA   | 13.337 votos | Reeleito  |
| 1974 | Estadual do Rio Grande do Sul    | Deputado estadual | ARENA   | 15.145 votos | Reeleito  |
| 1978 | Estadual do Rio Grande do Sul    | Deputado estadual | ARENA   | 18.163 votos | Reeleito  |
| 1982 | Estadual do Rio Grande do Sul    | Deputado estadual | PDS     | 13.977 votos | Suplente  |

Notas
[a] ^ Não consta registros de resultado eleitoral no site do Tribunal Regional Eleitoral do Rio Grande do Sul - TRE-RS anteriores as eleições de 1959 no município de São Lourenço do Sul.

## Vida pessoal
É irmão de Carlos Alberto Westendorff que foi vereador de São Lourenço do Sul por quatro mandatos, nas legislaturas 1ª (1947 - 1951), 6ª (1969 - 1972), 7ª (1973 - 1976) e 8ª (1977 - 1982).
Em 18 de abril de 1989 esteve presente em sessão da Câmara Municipal de Porto Alegre, onde recebeu homenagem do vereador do PDT Dilamar Valls Machado que disse:
| “ | "Gostaria de homenagear na figura, não digo idosa e nem envelhecida, de um homem que palmilhou mais de duas décadas o caminho da política rio-grandense e que está aqui lhe homenageando, que é o nobre Deputado Oscar Westendorff, Prefeito de São Lourenço, Deputado Estadual do Rio Grande por algumas legislaturas e cuja presença honra esta Casa, V. Exª representa uma geração que dedicou a sua vida, a sua luta à classe política e eu tenho a mais absoluta tranqüilidade de dizer e afirmar que o Deputado Oscar Westendorff não enriqueceu com a política, ele enriqueceu a política do Rio Grande do Sul." | ” |